# 寺田站 (京都府)

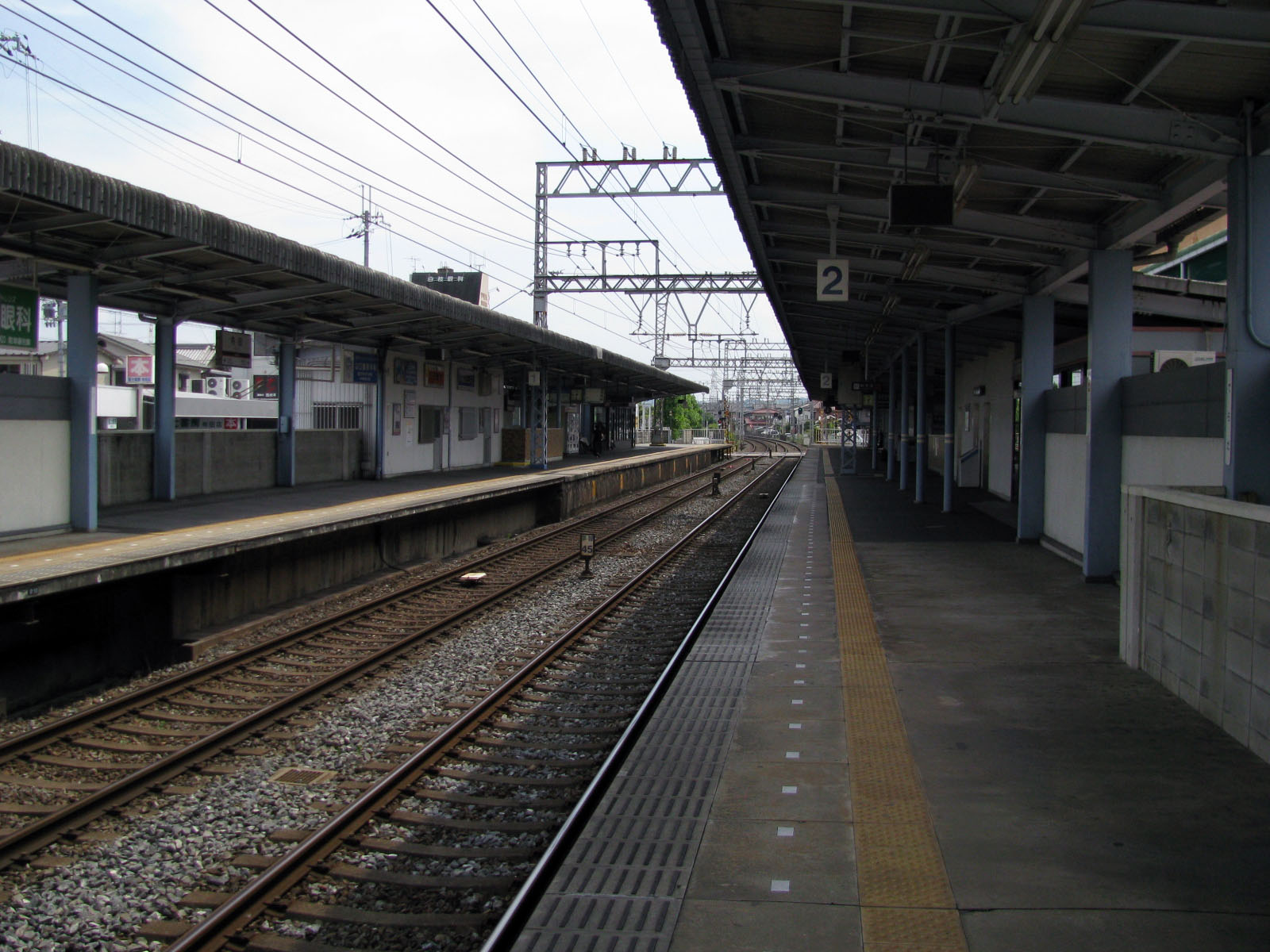
月台

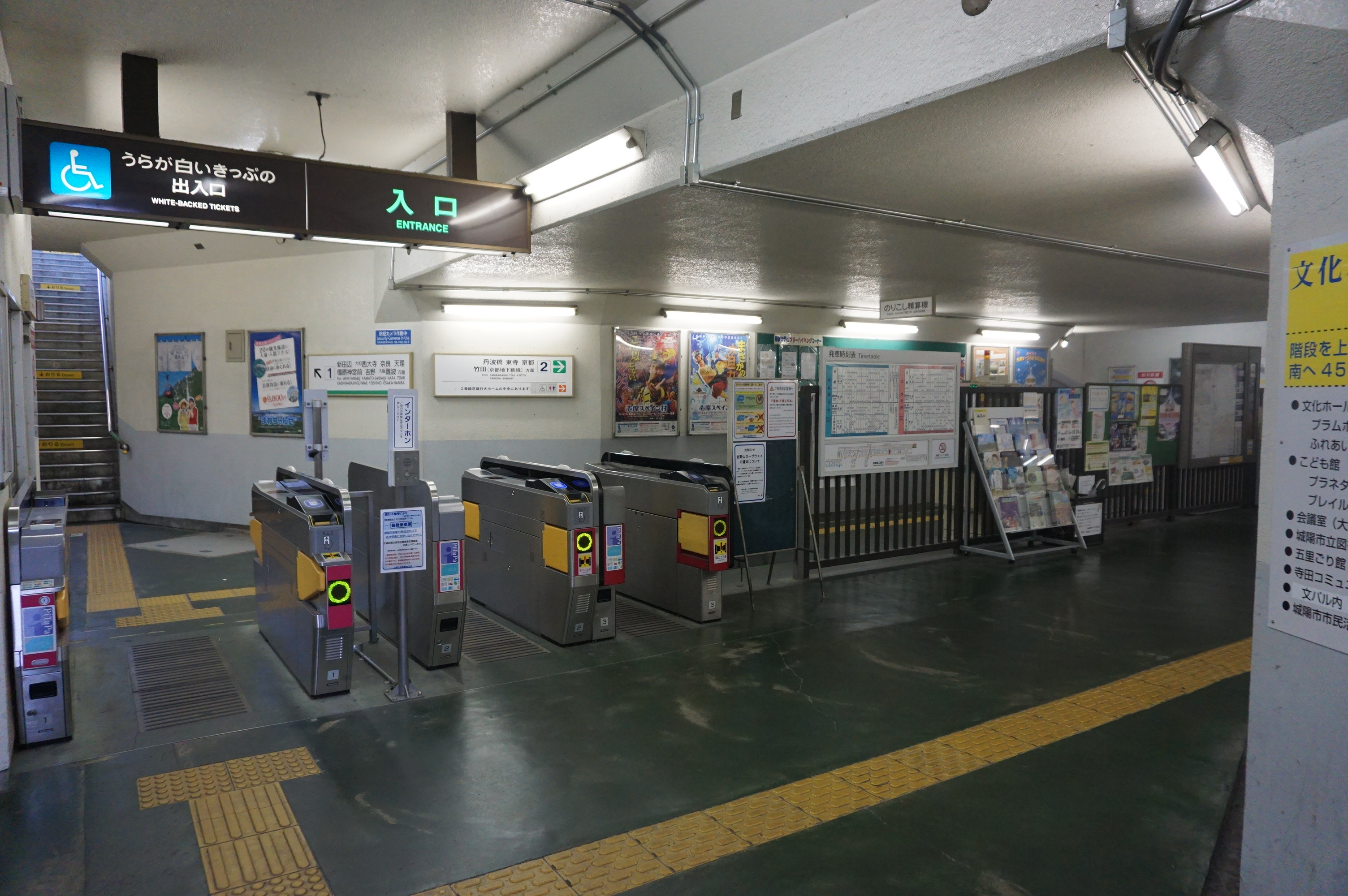
位於地下的驗票口

寺田站（日语：／ Terada eki */?）位於日本京都府城陽市寺田樋尻，是近畿日本鐵道（近鐵）京都線的鐵路車站。車站編號為B14。

## 歷史
- 1928年（昭和3年）11月3日 - 奈良電氣鐵道（日语：奈良電気鉄道）的桃山御陵前 - 西大寺（現在的大和西大寺）間開通，本站開業[2]。
- 1963年（昭和38年）10月1日 - 由於公司合併，本站成為近畿日本鐵道京都線的車站[2]。
- 2007年（平成19年）4月1日 - 可使用「PiTaPa」乘車[3]。
- 2019年（平成31年）3月23日 - 上下線月台的電梯啟用，同時也改良了洗手間的設計。

## 車站構造
側式月台2面2線的地面車站。驗票口與大廳位於地下，月台位於地面上，兩側月台都有車站出入口。月台長度可容納6節車廂。
本站由大久保站管理，有站務員駐點。

### 月台配置
| 月台 | 路線   | 方向 | 目的地                                                     |
| ---- | ------ | ---- | ---------------------------------------------------------- |
| 1    | 京都線 | 下行 | 往 新田邊、大和西大寺、橿原神宮前 天理 大阪難波、奈良 吉野 |
| 2    | 京都線 | 上行 | 往 大久保、丹波橋、京都、京都國際會館                      |

## 使用狀況
近年本站1日上下車人次的調査結果如下。
- 2018年11月13日：8,691人
- 2015年11月10日：10,787人
- 2012年11月13日：8,514人
- 2010年11月9日：9,157人
- 2008年11月18日：9,228人
- 2005年11月8日：9,910人

## 車站周邊
本站與城陽站為城陽市的中心車站，公共設施多位於東口，餐館多位於西口。
東口
- 城陽市役所（約徒步10分）
- 城陽站（約徒步15分）
- 城陽寺田郵局
- Life寺田店
- 文化PARC城陽
  - 城陽市立圖書館
  - 城陽市歷史民俗資料館

西口
- 京都府道282号內里城陽線
- 京都中央信用金庫寺田分行
- 城陽市立寺田西小学校
- 城陽市立西城陽中学校
- 城陽交流道

## 公車路線
可搭乘「城陽Sun Sun巴士」（城陽さんさんバス）。
- PLUM INN城陽長池線　「寺田站東口」　　往 水主團地／鴻之巢台
- 鴻之巢山運動公園近鐵寺田線　「近鐵寺田」　往 保險中心／深谷

## 相鄰車站
近畿日本鐵道
 京都線
■急行
通過（文化PARC城陽有舉辦大型活動時會臨時停車）
■準急、■普通
久津川（B13）－寺田（B14）－富野莊（B15）